# تصوير ضوئي للحمام

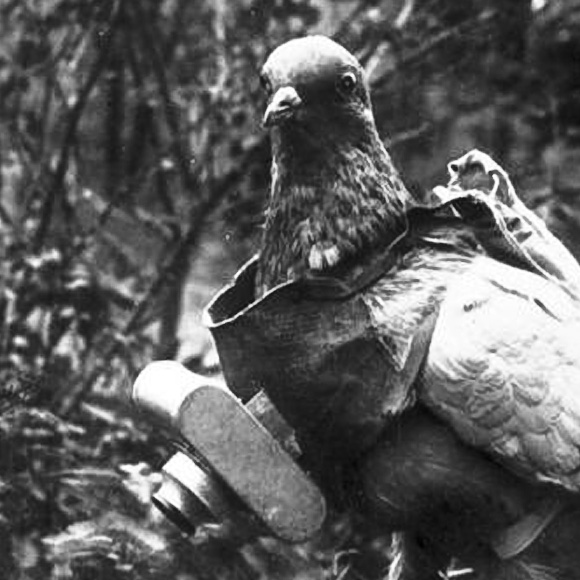
صورة حمامة بكاميرا صغيرة اخذت أثناء الحرب العالمية الأولى

فوتوغرافيا الحمام أو التصوير الجوى باستخدام الحمام الزاجل هو عبارة عن تقنية التقاط الصور من الهواء على ارتفاع. و قد تم اختراعها عام 1907 بواسطة الصيدلى جوليوس نيوبرونر و الذي استخدم الحمام أيضا في توصيل الأدوية. كانت الواحدة من الحمام الزاجل تجهز بصديرية من الأولمنيوم والتي يمكن تركيب تؤخر الوقت بها. في البداية تم رفض منح نيوبونر طلب البراءة الألمانية لابتكاره، ولكنه منح اياها في ديسمبر 1908 بعد أن قدم صورا موثقة اخذت بواسطة حمامات. قام بعد ذلك بنشر ابتكاره في المعرض الدولى للتصوير الفوتوغرافى بدريسدن عام1909، و فد قام ببيع بعض صوره كبطاقات بريدية في معرض فرانكفورت الدولى لطيران و معرض باريس الجوى عامى 1910 و 1911